# カトマンズ
カトマンズ（ネパール語: काठमाडौं [kɑʈʰmɑɳɖu]、ローマ字転写：kaṭhmaḍaũ、英語: Kathmandu）は、ネパールの首都で最大の都市である。カトマンドゥとも呼ばれる。別名はカンティプル（Kantipur）。
2021年国勢調査の予備調査結果によると人口は約85万人。周辺人口は約400万人である。

## 概要

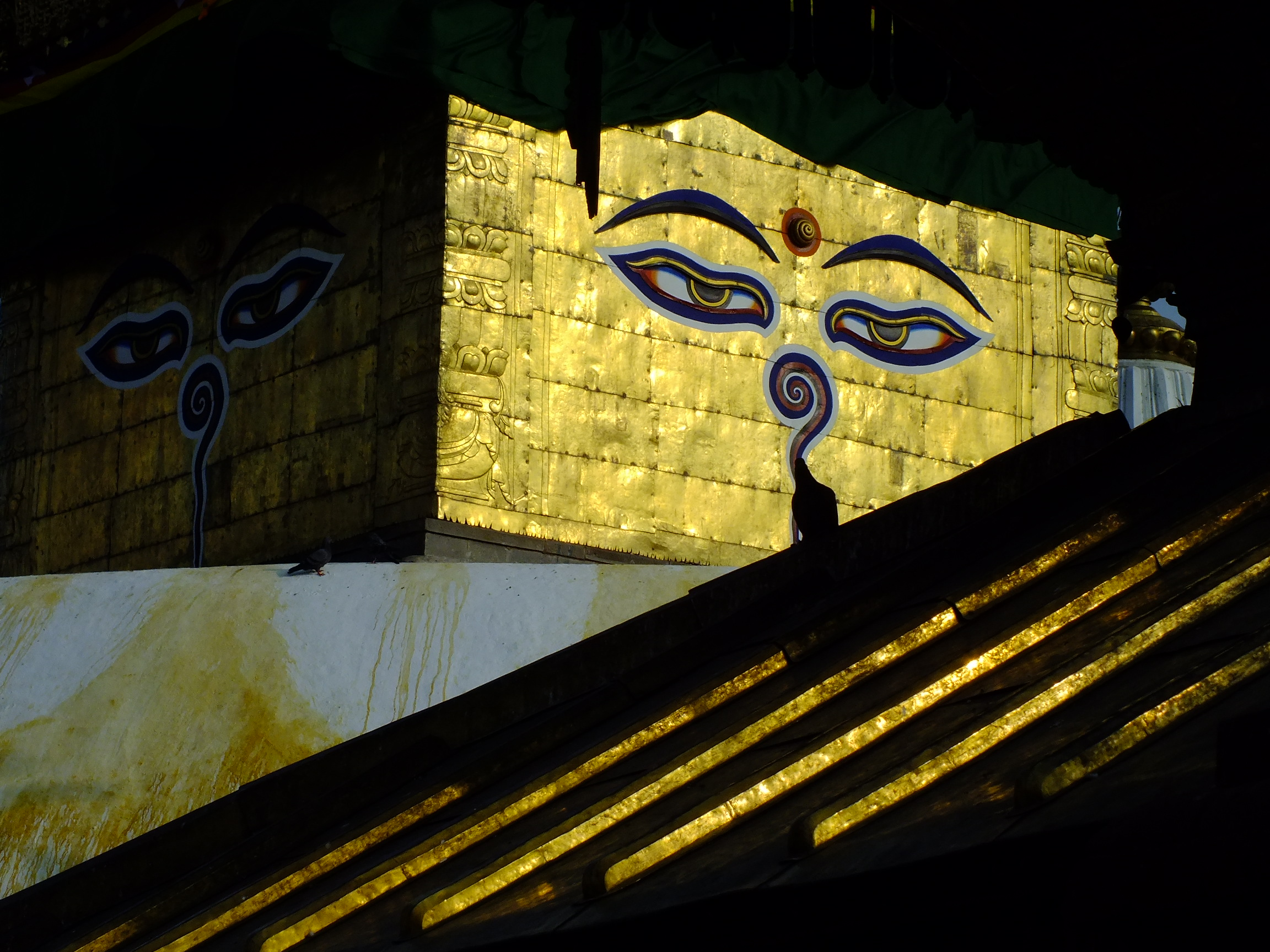
カトマンズの高台に建つスワヤンブナート主塔のブッダアイ

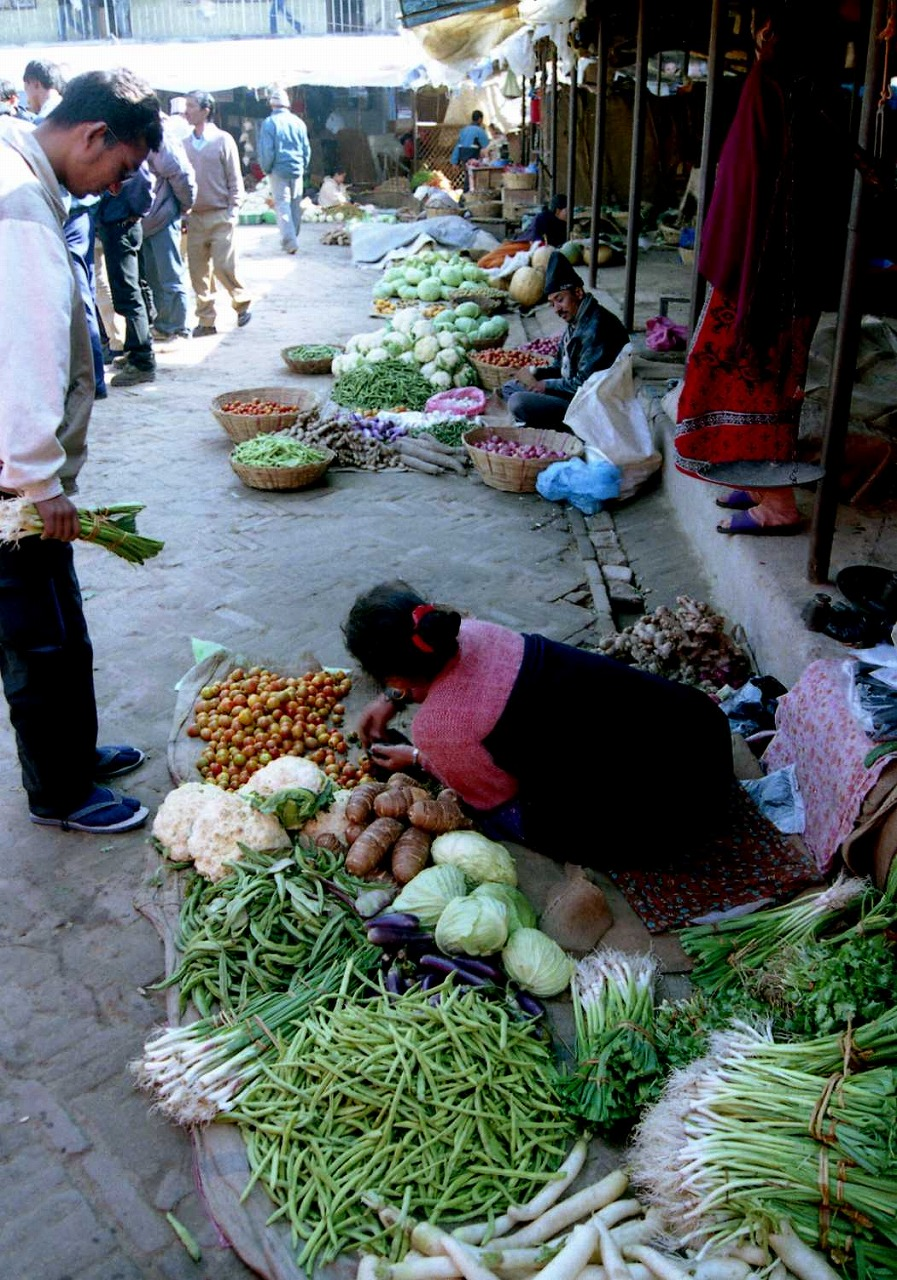
カトマンズの朝市

カトマンズ盆地は5山に囲まれ、バグマティ川、ビシュヌマティ川の2つの川が貫通し、両川に抱かれるような形でカトマンズの町は広がっている。約8000年前までは湖底であった。カトマンズ盆地の起源は伝説によるとスワヤンブー（Swayambhu、創造者)にあり、文殊菩薩（マンジュシュリー）が旅の途中で見た湖に咲く蓮の花にお参りするために南にある山を削り湖の水を流したところ、その後に肥沃な土地が出現し、人々が住みつくようになった。これがカトマンズ盆地の始まりであるという。それ以来、蓮の花が咲いていた丘はスワヤンブーの住む聖なる場所と崇められるに至った。スワヤンブの光はあまりにも美しく輝き眩しいために、覆われることになり、13世紀ころまでには多くの建物やストゥーパなどが建てられたり、ヒンドゥー教と仏教のそれぞれの像が祀られ、僧坊、寺院などの建立も相次いだ。この寺院が現在は「カトマンズの盆地」の一部としてユネスコ世界遺産に登録されているスワヤンブナートである。
首都という場合、通常カトマンズ市をさすが、単にカトマンズという場合、カトマンズ盆地全体、カトマンズ郡（カトマンズ市部を含む）、あるいはカトマンズ首都圏（カトマンズ、パタン、バクタプルの各市部）を指す場合もある。かつてはヒッピーのメッカであり、ヒマラヤ登山の玄関であるため多くの高名な登山家も一度は足を止める場所でもある。
カトマンズ旧王宮広場（ダルバール広場）の南西の隅に、一本の木（काष्ठ、カスタ）からできたという伝説をもつ祭場（मण्डप、マンダプ）がある。この建造物の名称、カスタマンダプ (काष्ठमण्डप、kashthamandap) がカトマンズの名の由来だと言われる。建立年は不明だが12世紀頃ではないかと考えられている。
ネパールの人口は2,649万人（2011年の人口調査による）で、カトマンズ盆地には176万人が住んでいる。残りのほとんどの人々は山村で生活している。山村に住む人たちにとってはカトマンズは憧れの土地で、カトマンズ盆地を「ネパール」と呼び、カトマンズに行くことを「ネパールに行く」という。

## 歴史

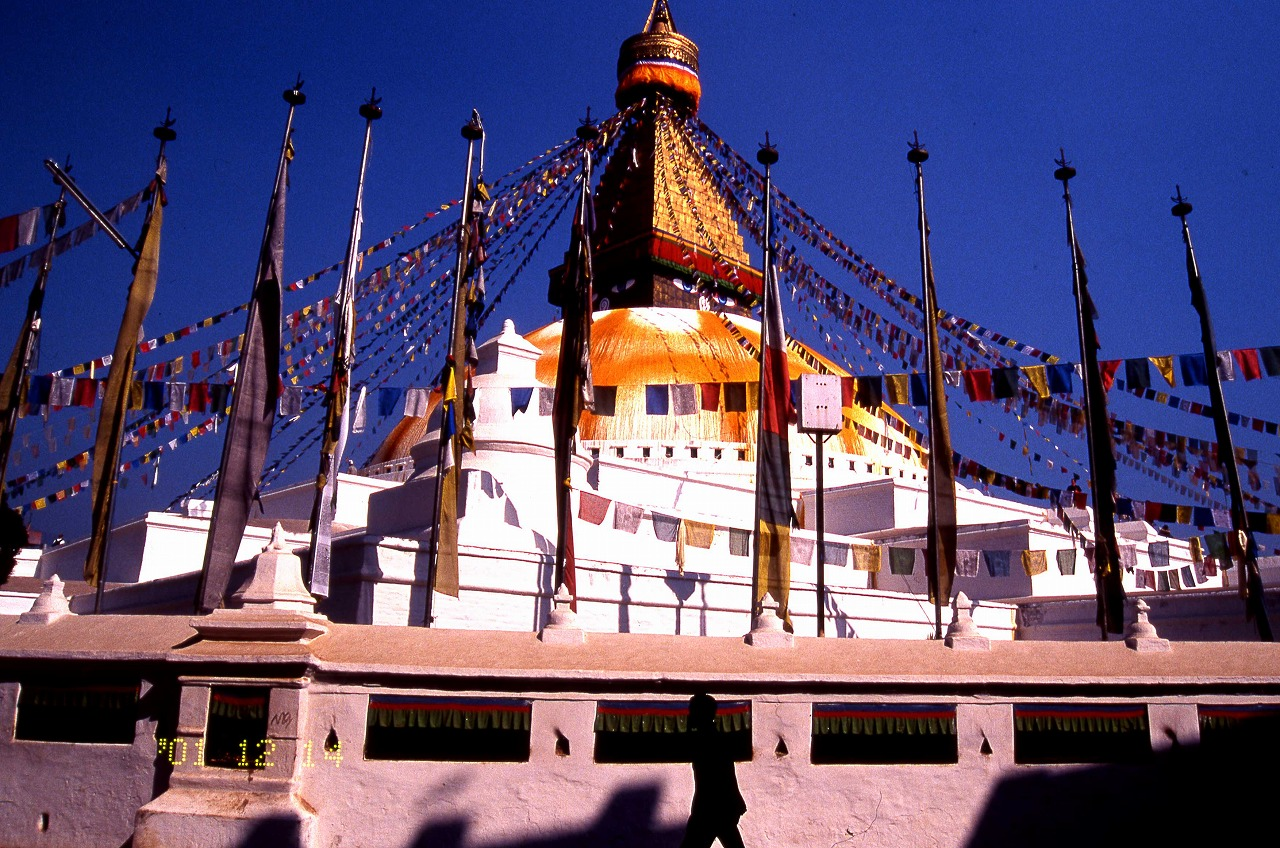
5世紀の仏教建築と言われるボダナート

古代より、現在のネワール族の祖先であろうと思われる非インド・アーリヤ系先住民がこの地で生活をしてきていたが、4世紀の後半にはインド・アーリア系のリッチャヴィ朝がカトマンズ盆地を征服しネパール（ネーパーラ）王国を興した。リッチャヴィ朝は商業振興を図り都市経営を進めたが、王朝の衰退とともにカトマンズも衰退した。

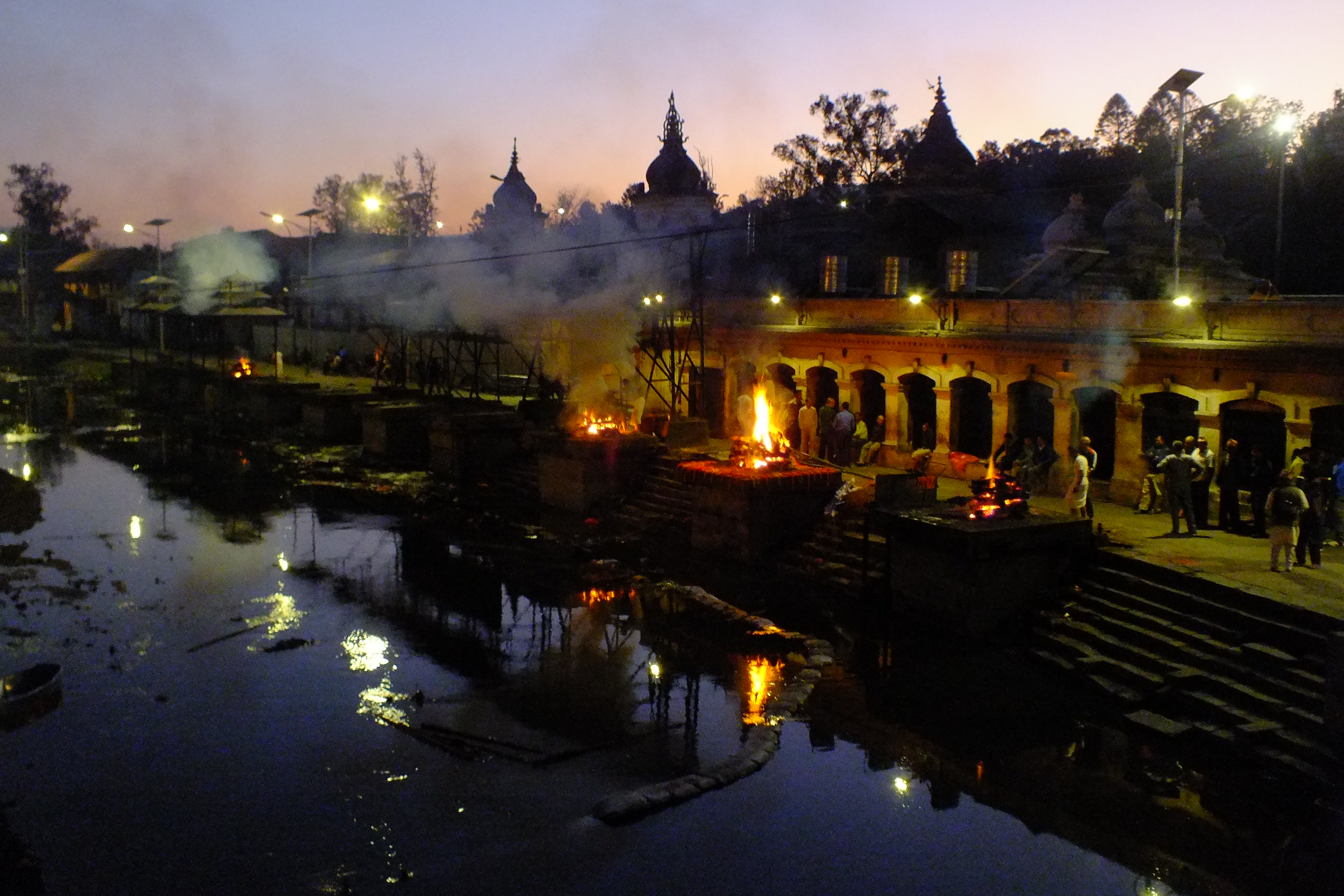
バグマティ川とパシュパティナート火葬場

デーヴァ朝・マッラ朝時代はバクタプルがカトマンズ盆地の中心地であったが、世襲的な行政者がいたことから、都市機能は残っていた。1328年にはマッラ王族のアーディティヤ・マッラによって焼き払われた。
その後13世紀初頭ころから、それまでのデーヴァ王族に代わりマッラ王族が台頭しはじめ、15世紀にはヤクシャ・マッラ王の死後、長男ラーヤ・マッラ王が統治するバクタプルから二男のラトナ・マッラが独立し、カトマンズ・マッラ朝を開く。17世紀にはカトマンズ・マッラ朝から独立したシッディナラシンハ・マッラがパタンにパタン・マッラ朝をひらいた。こうして中世後期にはカトマンズ近辺でマッラ朝の3つの王国（カトマンズ、パタン、バクタプル）がこの地を治めていた。
カトマンズは16世紀後半にネワール文化の黄金時代を迎え、ハヌマン・ドーカ宮殿内のタレージュ寺院やハヌマン像などの建物、神像が建立された。
1768年、ゴルカ王のプリトビ・ナラヤン・シャハが三王国を倒し、カトマンズを首都として定めた（ゴルカ朝）。翌1769年にネパールを統一すると、ゴルカ朝は戦勝記念として、ハヌマンドーカ宮殿内にバサンタプル・バワンを建てた。なお、ネパール統一までは、「ネパール」というと「カトマンズ」を指していた。
ラナ宰相の支配時代にラナ一族はカトマンズ市街地に「ラナ・パレス」と呼ばれる大邸宅を建て、また従者の住宅地とともに市街を北東に拡大した。1934年にはビハール・ネパール地震に襲われ、カトマンズの建物の多くが損壊した。
王政復古・開国後は人口が1961年からの30年間で3倍に増加し、スラムの増加や旧市街地の景観的不調和などの問題も発生している。また急速に都市化が進む中で、建築遺構の崩壊も進んでいる。

## 気候
標高1400mにあり、1年を通して温和でさわやかで冬も暖かい。冬季でも積雪はまれで周囲の山に雪が降ると何年振りかと話題になるほど。最暖月の平均気温は24℃、最寒月の平均気温は10℃である。年降水量の約4分の3の雨が雨季に降る。ケッペンの区分では、温帯夏雨気候(Cwa)に属する。
| カトマンズ（1981~2010）の気候                              | カトマンズ（1981~2010）の気候 | カトマンズ（1981~2010）の気候 | カトマンズ（1981~2010）の気候 | カトマンズ（1981~2010）の気候 | カトマンズ（1981~2010）の気候 | カトマンズ（1981~2010）の気候 | カトマンズ（1981~2010）の気候 | カトマンズ（1981~2010）の気候 | カトマンズ（1981~2010）の気候 | カトマンズ（1981~2010）の気候 | カトマンズ（1981~2010）の気候 | カトマンズ（1981~2010）の気候 | カトマンズ（1981~2010）の気候 |
| 月                                                         | 1月                           | 2月                           | 3月                           | 4月                           | 5月                           | 6月                           | 7月                           | 8月                           | 9月                           | 10月                          | 11月                          | 12月                          | 年                            |
| ---------------------------------------------------------- | ----------------------------- | ----------------------------- | ----------------------------- | ----------------------------- | ----------------------------- | ----------------------------- | ----------------------------- | ----------------------------- | ----------------------------- | ----------------------------- | ----------------------------- | ----------------------------- | ----------------------------- |
| 平均最高気温 °C （°F）                                     | 19.1 (66.4)                   | 21.4 (70.5)                   | 25.3 (77.5)                   | 28.2 (82.8)                   | 28.7 (83.7)                   | 29.1 (84.4)                   | 28.4 (83.1)                   | 28.7 (83.7)                   | 28.1 (82.6)                   | 26.8 (80.2)                   | 23.6 (74.5)                   | 20.2 (68.4)                   | 25.63 (78.15)                 |
| 平均最低気温 °C （°F）                                     | 2.4 (36.3)                    | 4.5 (40.1)                    | 8.2 (46.8)                    | 11.7 (53.1)                   | 15.7 (60.3)                   | 19.1 (66.4)                   | 20.2 (68.4)                   | 20.0 (68)                     | 18.5 (65.3)                   | 13.4 (56.1)                   | 7.8 (46)                      | 3.7 (38.7)                    | 12.1 (53.79)                  |
| 降水量 mm （inch）                                         | 14.4 (0.567)                  | 18.7 (0.736)                  | 34.2 (1.346)                  | 61.0 (2.402)                  | 123.6 (4.866)                 | 236.3 (9.303)                 | 363.4 (14.307)                | 330.8 (13.024)                | 199.8 (7.866)                 | 51.2 (2.016)                  | 8.3 (0.327)                   | 13.2 (0.52)                   | 1,454.9 (57.28)               |
| 平均降雨日数                                               | 2                             | 3                             | 4                             | 6                             | 12                            | 17                            | 23                            | 22                            | 15                            | 4                             | 1                             | 1                             | 110                           |
| 出典1：Department of Hydrology and Meteorology (1981-2010) |                               |                               |                               |                               |                               |                               |                               |                               |                               |                               |                               |                               |                               |
| 出典2：世界気象機関（国際連合）（降雨日数のみ）            |                               |                               |                               |                               |                               |                               |                               |                               |                               |                               |                               |                               |                               |

## 交通
- トリブバン国際空港 - 国際線、国内線とも同一空港及び滑走路を利用。町の中心部からは約4km。空港から市内まではタクシーのみで協定料金となっており、800Rs（2015年現在）。観光客が多いタメル地区へは所要時間約30分。市内から空港へは交渉制だが、600Rs（2015年現在）が相場[15]。

- バス・ターミナル

公共バス、ローカルバス - ポカラ、インド国境方面からのバスはニュー・バスパークへ。チベット国境のコダリからはシティ・バスパークへ到着。マイクロバスのローカルバスは市民の乗り物で、車掌の少年がドアにぶら下がりながら道路の乗客に向かって大きな声で行き先を告げていく。現地の事情が分からない観光客の場合はあらかじめ車掌に降車地を告げておけば、教えてくれる。
ツーリストバス - ポカラからはタメル地区北側のレクナート・マルグから。チトワンからはカランキ・チョークに到着。
- タクシー

メーターが付いていても、現在ほぼすべてが交渉制。行き先によりほぼ相場が決まっているが、交渉次第で変動する。正規のタクシーは黒ナンバー。
- テンプー

バス同様にルートを持ち、10-12人乗りの小型オート三輪。電動のサファー・テンプ―もある。ルートごとに番号が付いているが、現地語が読めないと分かりにくい。停留所はなく、どこでも乗降できる。降りる際は天井を大きくたたく。
- サイクル・リクシャー

タメル地区などに外国人観光客向けに多く残る。タメルを中心とした観光用。大通りの走行が禁止されている場所もある。交渉制だがタクシーよりも高いケースが多い。

## 観光

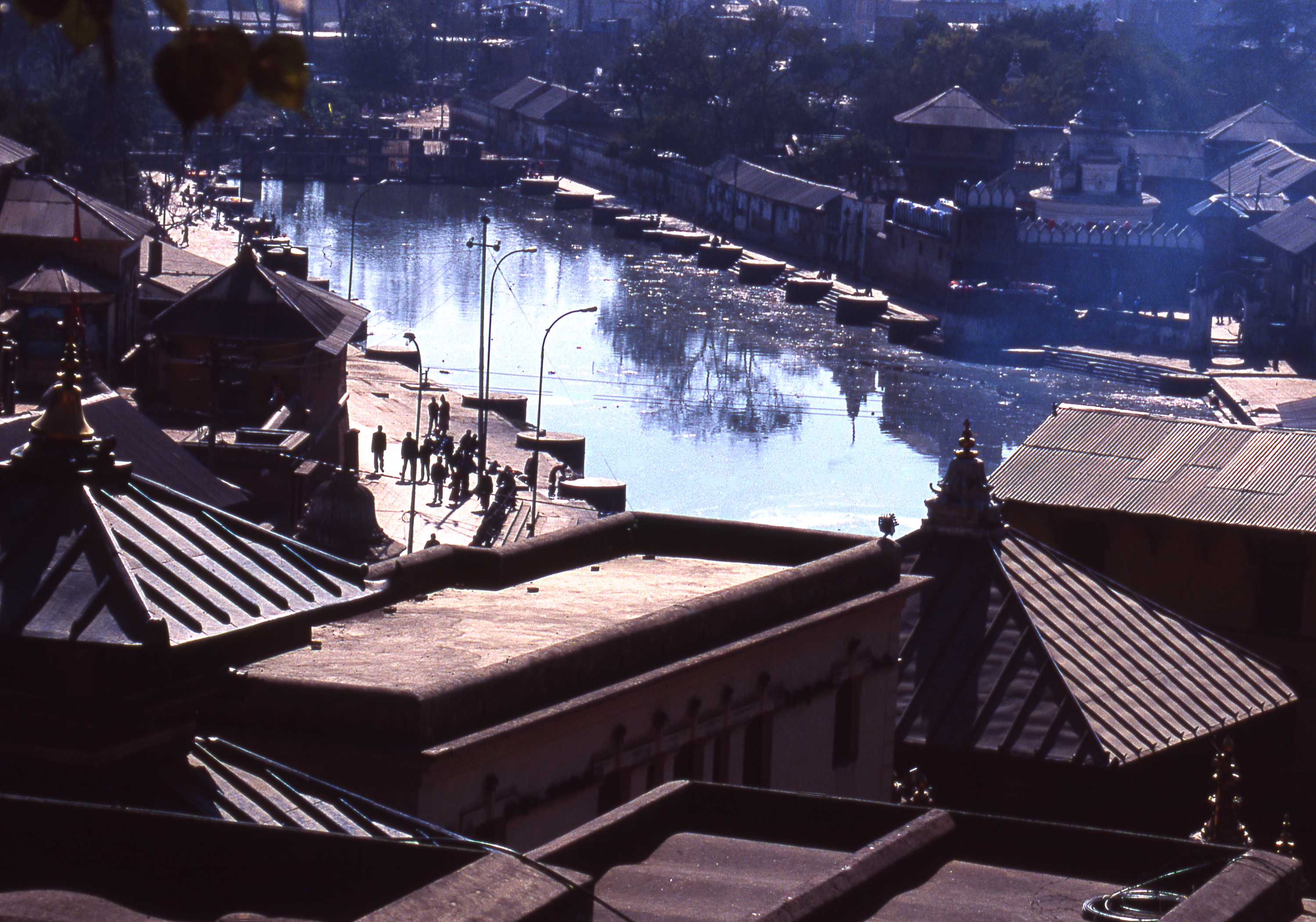
ネパール最大の火葬場パシュパティナート

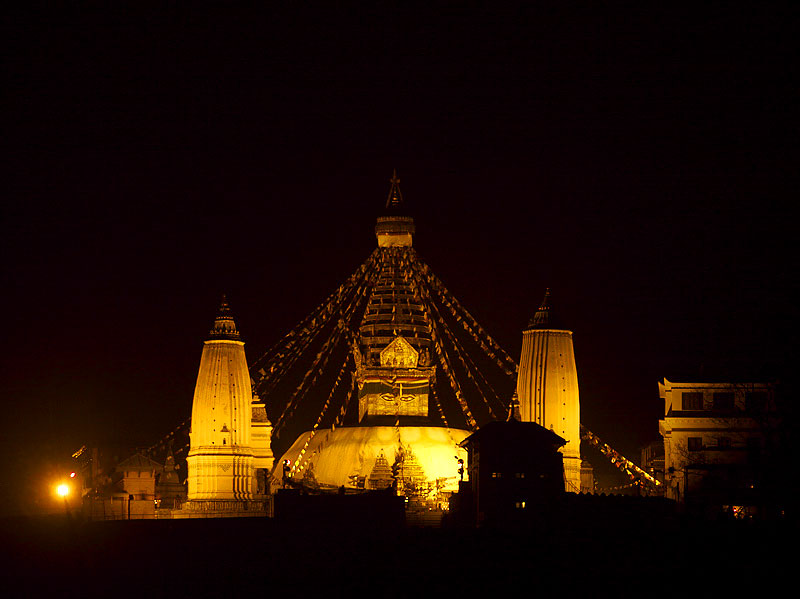
夜のスワヤンブナート

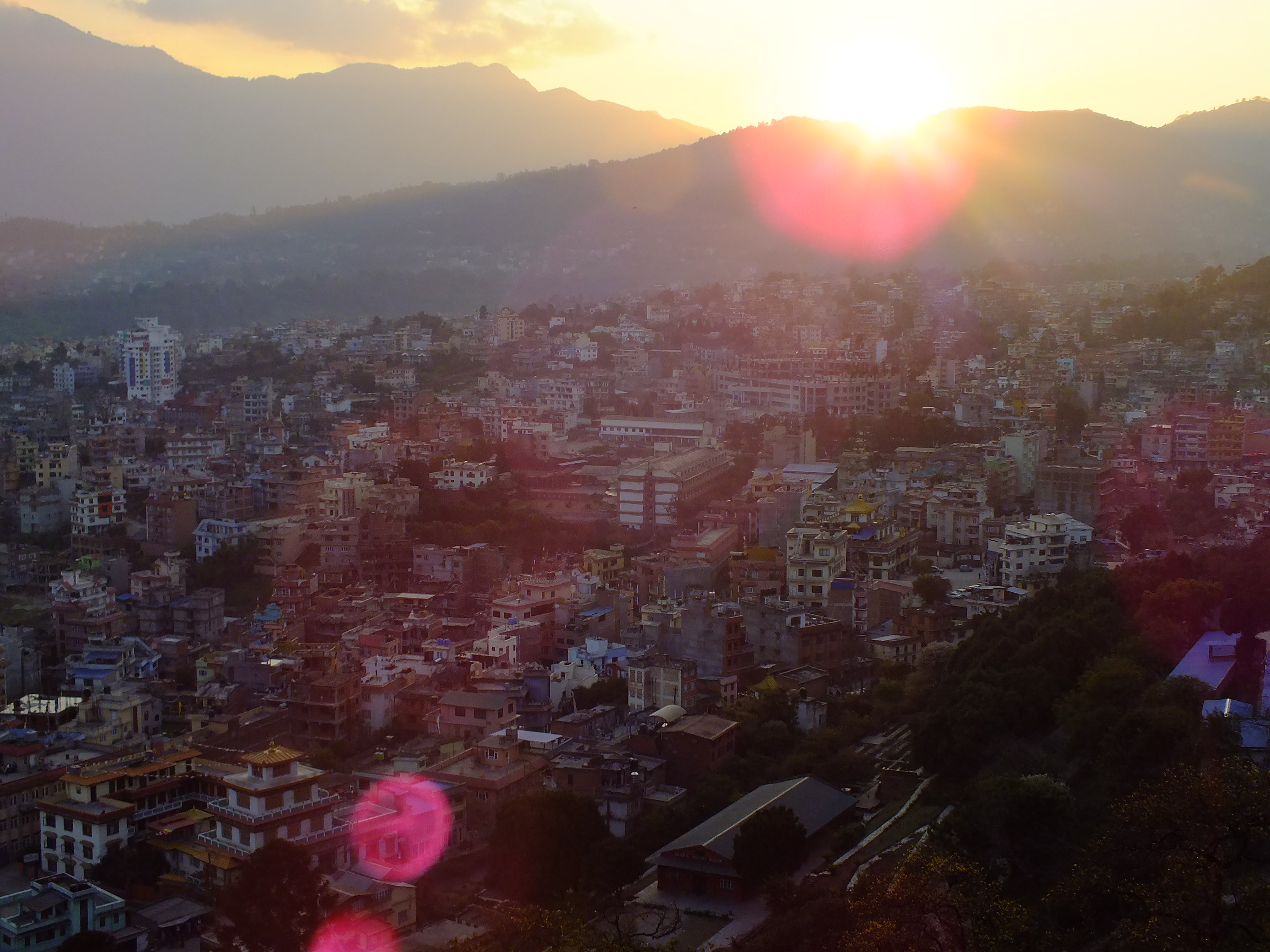
スワヤンブナート屋上の「ニルヴァーナ・レストラン」から見るカトマンズの町

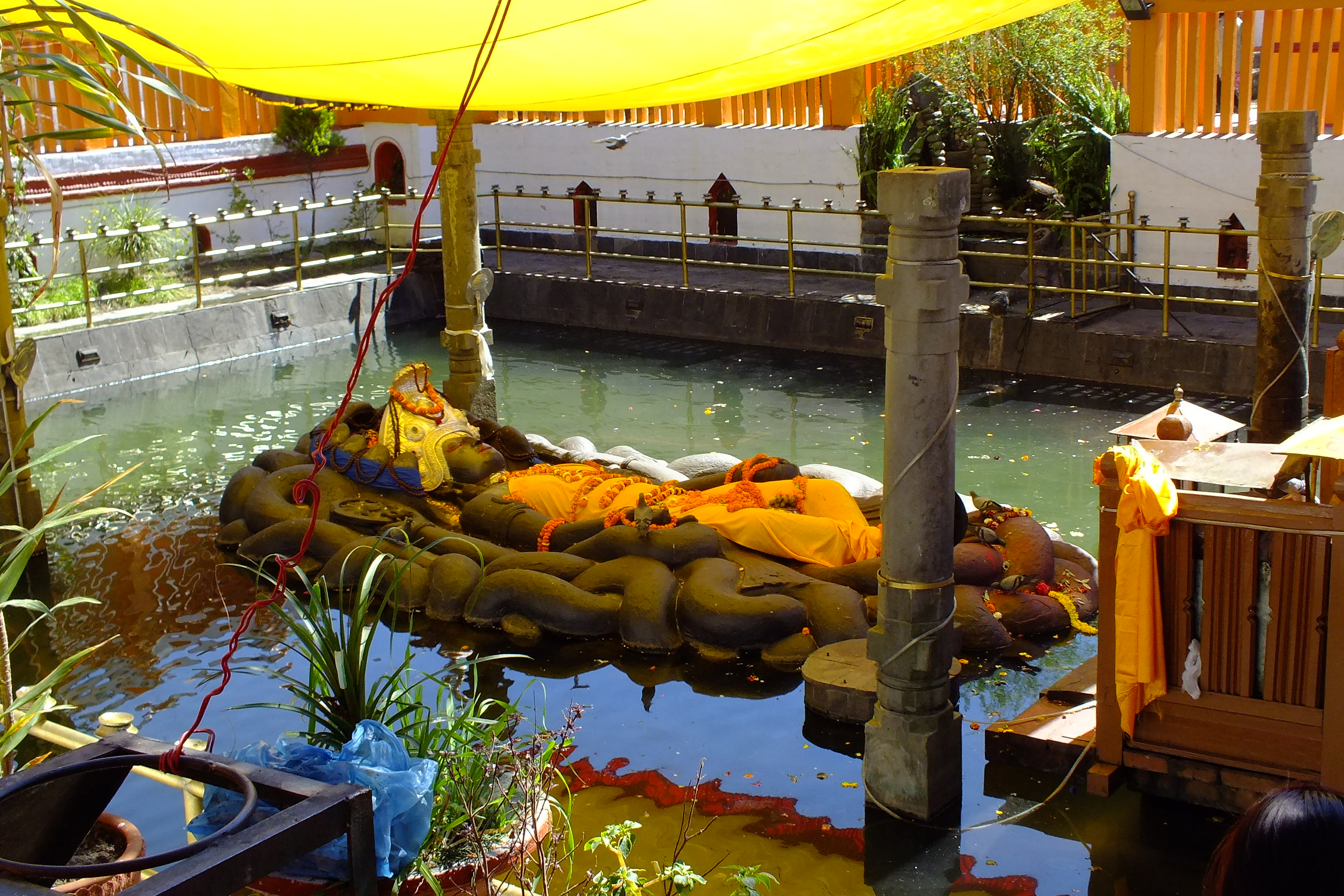
市街地から北11㎞にあるブダニールカンタ寺院

観光業はカトマンズの主要な収入源の一つである。
王宮やヒンドゥー教や仏教の寺院などがあり、代表的な建造物としてスワヤンブナート寺院、国立博物館、ダルバール広場、バラジュ庭園などが知られる。17世紀の歴史的な建造物が多く残るカトマンズ盆地全体が、カトマンズの渓谷として1979年、ユネスコの世界遺産に登録されている。
市内のタメル地区には、ホテルやゲストハウスが多く集まり、バックパッカー、登山者、長期滞在者などで賑わっている。
ヒマラヤ登山を志す者はほぼここで旅の支度をする。中国のチベット自治区側からは規制が厳しく、ネパール側から登る人が多い。そのためネパールの最大都市であるカトマンズで必要なものを取り揃えるのである。
かつては、多くのマジックバスの終着地であった。

### 通り・路地
カトマンズは多くの通りや路地が複雑に入り組んでおり、地図を見ながら歩いても道に迷いやすいが、要所要所にチョークと呼ばれる通りが集まる広場があり、これを目印にして方向を確認し歩く。観光客が多く宿泊する中心地であるタメルにはタメル・チョーク（Thamel chowk）があり、土産物店、レストランが乱立する通りを南下すると10分ほどでストゥーパが建つタヒティ・チョーク（Tahiti Chowk）に出る。ここからは東西南北へと数多くの通りが放射状に出ており、南東方向のアサン・チョーク（Asan Chowk）へ抜けるとネパール人向けの雑貨店、ヤギを解体して売る肉店などが多い。アサン・チョークには5方向からの道が集結し、布地屋、野菜売りをはじめとする露天商も多く活気にあふれカトマンズらしい雰囲気が充溢している。これより南西方向のアカシュ・バイラヴ寺院のあるインドラ・チョーク（Indra Chowk）までがカトマンズで最もにぎやかな通り。途中にセート・マチェンドラナート寺院がある。インドラ・チョークから旧王宮やクマリの館があるダルバール広場までは近い。

### 主な寺院
- スワヤンブナート
- ボダナート
- パシュパティナート
- チャングナラヤン
- ダッチンカリ
- クリシュナ寺院

### その他の観光地[5]
- ダルバール広場
- クマリの館
- バラジュー庭園（Balaju Water Garden）
- ゴカルナ森（Gokarna Van）
- ゴダヴァリ植物園（Godavari Botanical Garden）
- インドラ・チョーク - 中世から続くバザール。両側には格子窓のはまる木造の建物がびっしり並び、道に面した1階は小さな店が並び常に人通りが絶えないもっともカトマンズらしい雰囲気を色濃く残す場所。マチェンドラナート寺院から200m[5]。
- アサン広場 - 四方八方から道が集まる小さな広場で旧市街の中心部。一角にはアンナプルナ寺院がある[5]。
- ビムセンタワー（Bhimsen Tower） - 1832年建造の白いタワーで、スンダラとも呼ばれる見張り塔。ラナ首相によって建てられた。1934年地震により損壊するがその後再建された。2004年より一般公開されている[5]。

### 郊外

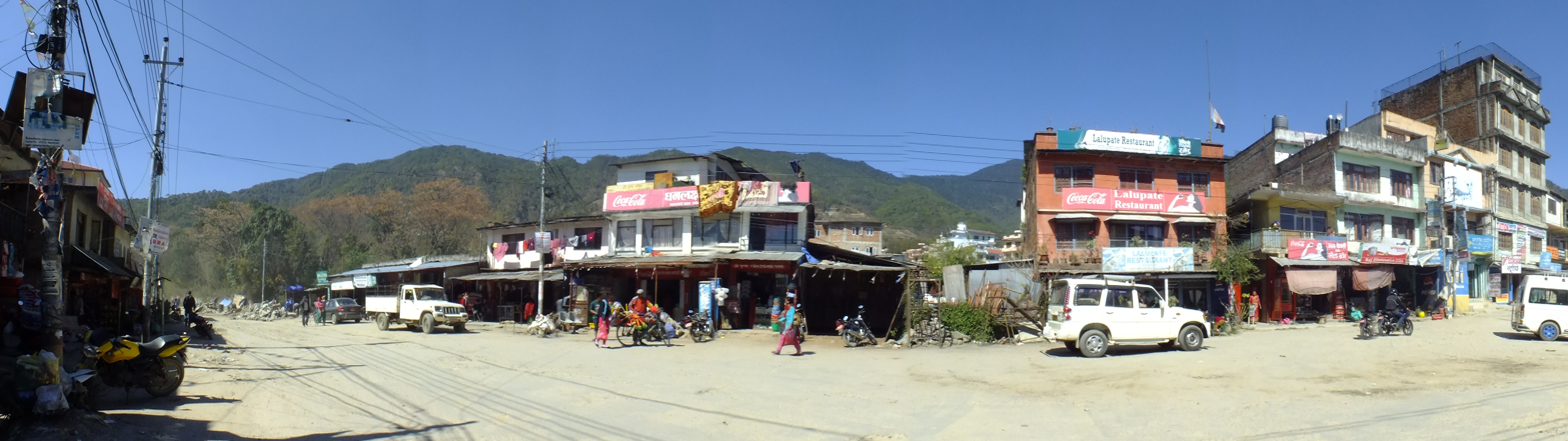
ブダニールカンタ村

- ブダニールカンタ村（Budhanilkantha） - 町から北へ11km、ブダニールカンタ村にはブダニールカンタ寺院があり、四角い池に5mほどの神像が横たわる。
- ダクシンカリ（Dakshinkali） - カトマンズから南へ約17km。カーリーを祀った寺院。女神への生贄の山羊、鶏の首が次々に切り落とされる[5]。
- ナガルコート - ヒマラヤの展望台、トレッキングポイント。特に朝日のビューポイント。数多くのホテルがある[5]。

## 教育
- トリブバン大学
- カトマンズ大学（英語版）

## 国際関係

### 姉妹都市･提携都市
姉妹都市
- ウィチタ（アメリカ合衆国 カンザス州）
- ユージン（アメリカ合衆国 オレゴン州）
- 松本市（日本国 中部地方 長野県）
- エスファハーン（イラン エスファハーン州）
- 西安市（中華人民共和国 陝西省）
- ヤンゴン（ミャンマー連邦共和国 ヤンゴン地方）
- ミンスク（ベラルーシ共和国 特別市）
- 平壌直轄市（朝鮮民主主義人民共和国 直轄市）

提携都市
- ロチェスター（アメリカ合衆国 ニューヨーク州）
- 貝塚市（日本国 近畿地方 大阪府）
- ラサ市（中華人民共和国 チベット自治区）
- 深圳市（中華人民共和国 広東省）
- ヴァーラーナシー（インド共和国 ウッタル・プラデーシュ州）
- 蘭州市（中華人民共和国 甘粛省）
- ソウル（大韓民国 特別市）
- 成都市（中華人民共和国 四川省）
- フレデリックスバーグ（アメリカ合衆国 バージニア州）
- エディンバラ（イギリス連合王国 スコットランド国 ロージアン州）